# Monastère Shaolin

La province du Henan.

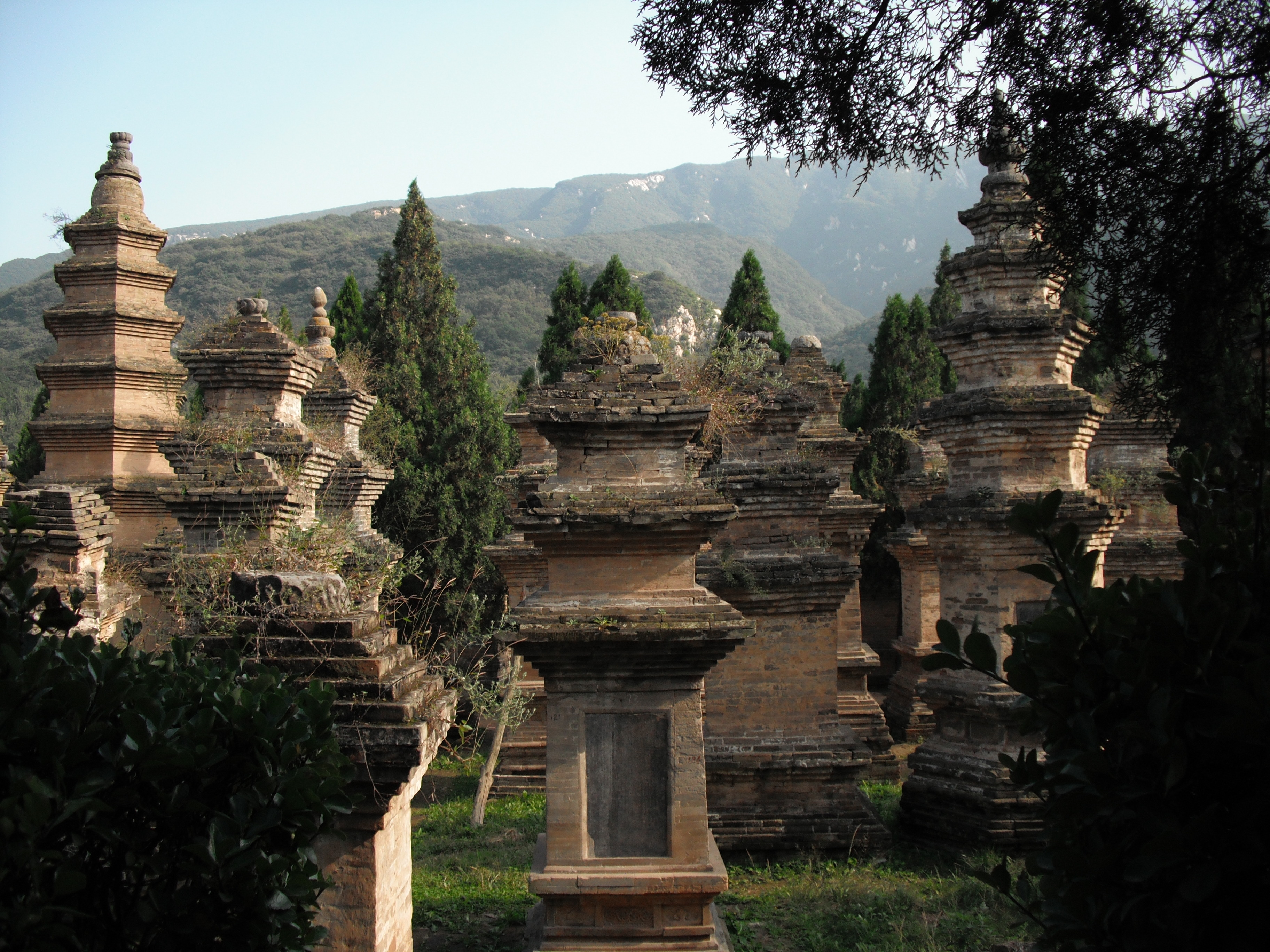
La forêt de Pagodes, située à environ 300 mètres du monastère.

Le monastère Shaolin ou temple Shaolin (chinois : 少林寺 ; pinyin : shàolín sì) est un temple bouddhiste Chan situé sur le mont Song dans la province du Henan (Chine). Fondé au Ve siècle, le monastère est depuis longtemps célèbre pour son association avec les arts martiaux chinois, et particulièrement avec le kung-fu Shaolin. Pour le monde occidental, il est peut-être le monastère bouddhiste le plus connu.
Le monastère est dirigé par l'abbé Shi Yongxin. L'enseignement martial des moines est dirigé par l'abbé Shi Yanlu. Des gens du monde entier apprennent le kung-fu au temple Shaolin. Bien que pouvant pratiquer et apprendre sur place, les étrangers ne peuvent vivre dans le temple et doivent payer pour leur formation.

## Nom
Le terme Shaolin est formé de 少, shào, « jeune », qui se réfère à shàoshi, nom de l'une des montagnes du massif du mont Song.
Certains auteurs francophones traduisent parfois Shaolin, de manière littérale, par « jeune forêt ». On trouve aussi la traduction « petit bosquet » (small grove).

## Histoire
L'histoire du monastère, ses implications politiques et militaires, et son rôle majeur dans l'émergence des arts martiaux actuels sont rattachés à de nombreuses légendes forgées au fil des siècles. Transmises par d'anciens manuscrits, ces légendes demeurent encore très vivaces dans la culture des pratiquants d'arts martiaux, malgré les études historiques et découvertes archéologiques contemporaines.

### Fondation du monastère
Le monastère Shaolin fut édifié à la fin du Ve siècle, en l'honneur du moine indien Batuo qui prêchait en Chine depuis 464 le bouddhisme theravāda, et devint le premier patriarche du monastère. Ce fut en l'an 477, selon Les Biographies des moines éminents (645) de Daoxuan, qui localise ce temple sur la face Nord du Shaoshi et attribue à l'Empereur Xiaowendi l'origine de sa construction. Le Mémoire sur les monastères bouddhiques de Luoyang (547)) de Yang Xuanzhi, et le Ming Yotonhzhi (1461) de Li Xian confirment ces localisation et attribution. Mais c'est l'année 497 qui est retenue dans le Jiaqing Chongxiu Yitongzhi (1843), ou également 496,.
Initialement, le monastère fut un important centre de traduction et plusieurs traducteurs importants y ont résidé, au nombre desquels Xuanzang.

### Bouddhisme Chan et arts martiaux

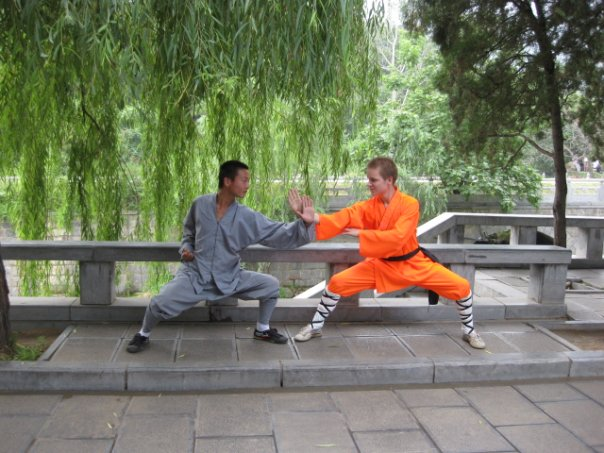
Combattants de Shaolin en action

D'après la légende, le moine indien Bodhidharma (?-536?) arriva au monastère et développa l'enseignement du bouddhisme Chan, ainsi qu'une pratique martiale par les moines (Shaolin quan) pour les aider à se défendre des animaux et brigands.
Les recherches académiques critiquent cette légende dès le XVIIIe siècle. L'existence historique d'un missionnaire indien ou persan venu en Chine vers 480, qui propagea l'enseignement bouddhiste dans la région Luoyang jusqu'en 520 est généralement acceptée. Néanmoins la plupart des historiens considèrent que l'attribution de Bodhidharma comme fondateur Chan est fausse, et les premières mentions de cette attribution dans des documents sont postérieures au XIe siècle.
« À travers un processus prolongé et dynamique de développement et échange, le bouddhisme intégra à ses doctrines des concepts du confucianisme et du taoïsme, et se transforma finalement en une nouvelle orthodoxie connue comme Chan. »
— Shi Yongxin, abbé principal du monastère.
De même les historiens datent du XVIIe siècle la légende rattachant Bodhidharma à la création des arts martiaux Shaolin. Les premières mentions de pratiques physiques à Shaolin (qigong) apparaissent en effet dans des passages du Yì Jīn Jīng (prétendu daté du VIIe), dont l'authenticité est mise en doute par les historiens, qui l'estiment postérieur au XVIIe.
De plus, la tradition, qui rattache à Shaolin l'invention des premières techniques martiales chinoises, est réfutée par des textes antérieurs à la création du monastère (voir l'histoire des arts martiaux chinois).

### Dynastie Tang (618–907)

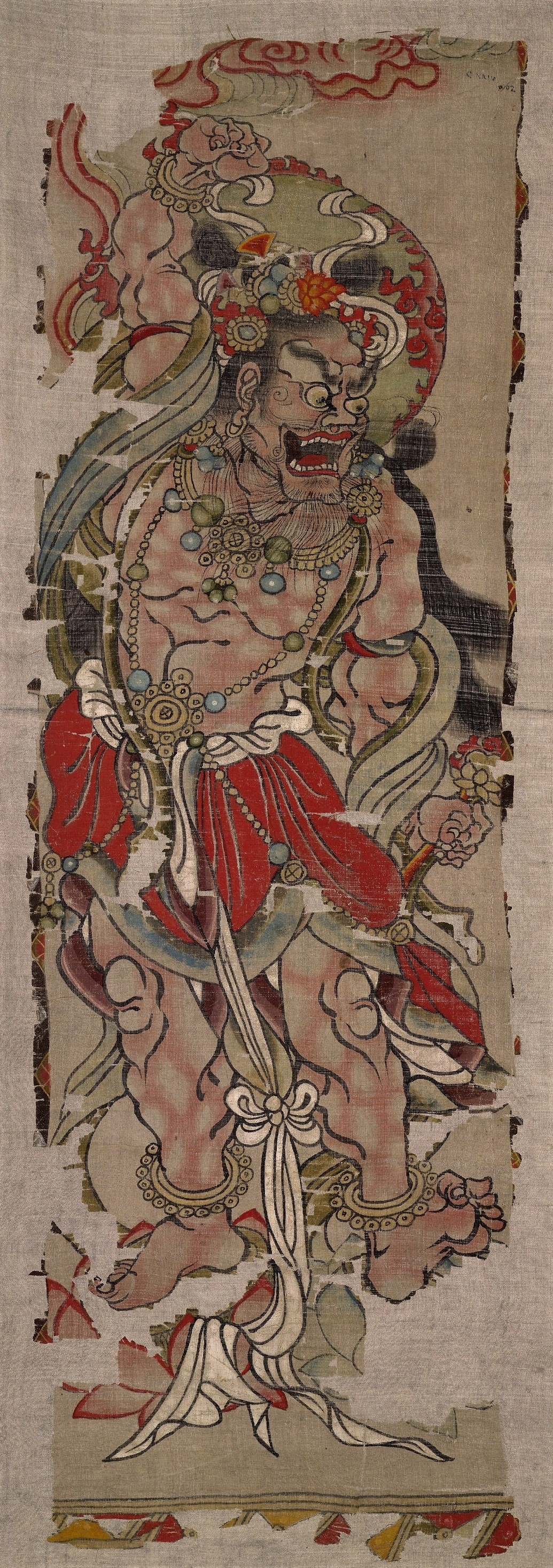
Vajrapani, patron du monastère de Shaolin, puissance et énergie personnifiées, Grottes de Mogao, Chine, IX.

Une pratique martiale ou guerrière par les moines est néanmoins attestée dès la dynastie Tang, sans que soient attestées des techniques de combat spécifiques à Shaolin.
Les moines participèrent notamment vers 610 à une défense du monastère contre des bandits, et en 621 à la Bataille de Hulao qui marqua la défaite de Wang Shichong. Ces évènements sont attestés par les inscriptions d'une stèle funéraire datant de 728. En récompense, l'empereur Tang fit plus tard agrandir le monastère et autorisa les moines à embrasser une carrière militaire.

### Destructions
Le monastère a été détruit et reconstruit à plusieurs reprises.
En 1641, les troupes de rebelles anti-Ming de Li Zicheng saccagèrent le monastère en raison du soutien des moines envers la dynastie Ming et la menace éventuelle qu'ils représentaient pour les rebelles. Ce saccage détruisit effectivement la force de combat du monastère.
L'histoire de destruction du monastère la plus connue, est celle d'une prétendue destruction par le gouvernement de la dynastie Qing, au motif d'activités anti-Qing. Cette prétendue destruction ou incendie aurait eu lieu, en 1647 sous l'empereur Shunzhi, ou en 1674 sous l'empereur Kangxi, ou bien en 1732 sous l'empereur Yongzheng. Cette destruction est censée avoir contribué à la propagation des arts martiaux Shaolin à travers la Chine, par le biais des légendaires cinq moines fugitifs. Certains récits prétendent qu'un monastère Shaolin du Sud aurait été détruit, à la place ou en même temps que le monastère du Henan. Ces histoires apparaissent communément dans l'histoire des arts martiaux, dans la littérature, ou au cinéma.
Bien que ces supposées destructions soient communes chez les pratiquants d'arts martiaux, et servent souvent de récits sur l'origine de différents styles martiaux, leur exactitude est douteuse. Ces évènements sont souvent connus par le biais d'histoires contradictoires de sociétés secrètes du XIXe siècle, ou par la littérature populaire, et semble également reposer à la fois sur le folklore du Fujian (province du sud-est de la Chine) et sur des récits populaires tel que Au bord de l'eau. Pour les chercheurs contemporains, l'intérêt de ces histoires porte principalement sur leur rôle dans le folklore, les indices sur l'histoire des sociétés secrètes, ou l'existence d'un temple Shaolin du Sud.

### Histoire moderne
(janvier 2010).
Améliorez-le ou discutez des points à vérifier. 
En 1800, le monastère est rebâti.
En 1928, le général Shi Yousan brûle le monastère pendant 40 jours, ce qui détruit 90 % des constructions et les manuscrits de la bibliothèque.
En 1966, les gardes rouges de la révolution culturelle attaquent le monastère et emprisonnent les moines après les avoir humiliés en public. Le gouvernement laisse les lieux à l'abandon pendant des années.
En 1972, le président américain Richard Nixon visite le monastère.
De 1972 à 1980, des groupes d'arts martiaux du monde entier font des dons pour restaurer le monastère ; des sculptures à l'entrée y sont dédiées. En 1976, le film Le Temple de Shaolin s'inspire de l'attaque des Mandchous.

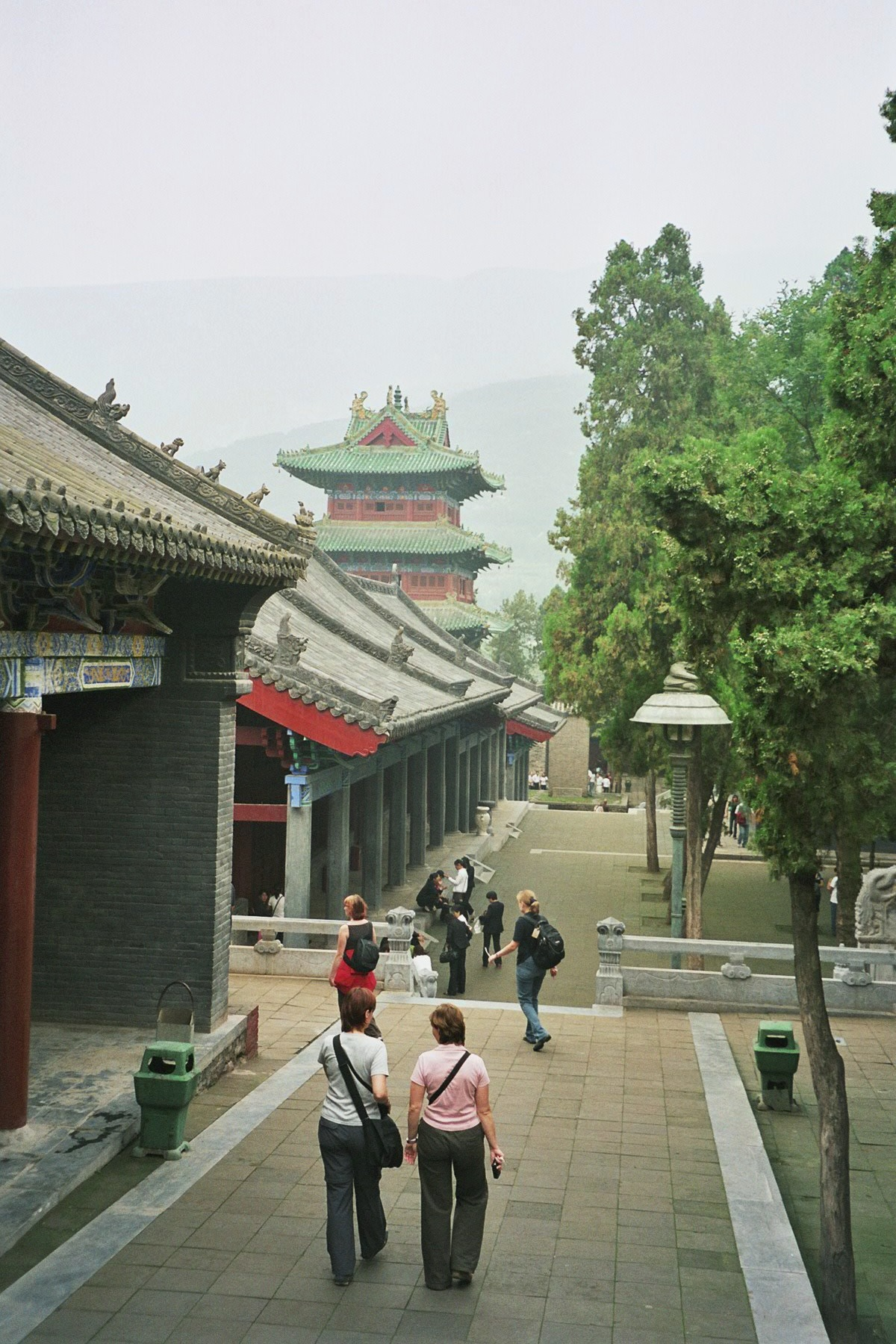
Le monastère en 2006

En 1981, le monastère rouvre officiellement. Une démonstration de Kung-fu Shaolin y a lieu. En quelques années, le style Shaolin Quan est reconstitué. À partir de cette date, le monastère gagne une popularité planétaire grâce aux démonstrations d'une grande perfection technique. Pour éviter que l'art Shaolin soit mal copié, le monastère enseigne dans les écoles environnantes.
Des démonstrations martiales sont organisées par les moines à travers le monde ; la première tournée a lieu aux États-Unis en 1996 .
Tous les deux ans, un « festival Shaolin » rassemblant des démonstrations martiales, des danses, des concerts, etc. est organisé en Chine par le gouvernement, afin de promouvoir la culture chinoise et d'encourager les investissements économiques en Chine.
En 2004, le monastère accueille deux millions de visiteurs.
En mars 2006, le président russe Vladimir Poutine est le premier dirigeant étranger à visiter le monastère depuis sa réouverture.

## Shaolin du Sud

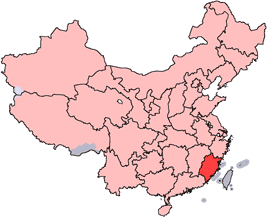
En rouge, la province du Fujian.

Il aurait aussi existé un légendaire Monastère Shaolin du Sud (南少林寺), situé dans le Sud de la Chine et détruit sous la dynastie Qing. L'historicité de son existence, son affiliation prétendue avec Shaolin, et sa localisation exacte sont sujets de controverses.
« Sans doute, le temple des monts Shaoshi ne fut-il pas le seul dans ce cas, des dizaines de monastères arguèrent du droit d'asile pour accueillir des loyalistes Ming qui avaient leur sympathie. Ils ne furent pas aussi actifs que le Shaolin, mais le fait de trouver mention d'une demi-douzaine de Shaolin à des endroits très différents du pays ne nous incite-t-il pas à supposer qu'en raison des circonstances d'autres monastères suivirent soudain la même vocation guerrière que leur modèle du Henan ? »
— Habersetzer
Ces temples auraient été détruits sous la Dynastie Qing, plus favorable au bouddhisme tibétain (Bouddhisme vajrayāna) qu'au bouddhisme chan (Bouddhisme mahāyāna) pratiqué dans ces temples.
À ce monastère (ou ces monastères) sont associées l'évolution et la pratique d'un style martial, le nanshaolin quan, qui serait à l'origine de nombreux arts martiaux du Sud de la Chine  (nanquan chinois : 南拳 ; pinyin : nánquán).
Depuis les années 1990, les découvertes de ruines d'anciens temples bouddhistes détruits ont suggéré plusieurs localisations possibles de ce temple, des baignoires retrouvées dans le Fujian ressemblent à des descriptions d'écrits anciens, de baignoires que l'on remplissait de mélanges médicinaux pour soigner les moines ont été retrouvées dans le Fujian, laissant penser que le monastère s'y trouvait. Les autorités locales et nationales ont alors désigné ces lieux comme des monastères Shaolin du Sud, et comme dans l'ensemble de la Chine, ont œuvré avec les pratiquants bouddhistes à leur restauration ou à la construction de répliques, ainsi qu'à un renouveau des pratiques du bouddhisme et du kung-fu Shaolin dans cette région. Cela a permis en même temps de développer l'économie touristique religieuse ou séculaire de la région. On peut énumérer :
- le temple Linquanyuan près de Putian (Fujian), construit en 757, redécouvert en 1986 ;
- le temple de Fuqing (Fujian) ;
- le temple Longshan au pied du Qingyuan shan près de Quanzhou (Fujian), construit en 756[10] ;
- le monastère des Panshan, dans le Jixian (Hebei)[10] ;
- le monastère de Chengdu (Sichuan)[10].

## Médias populaires

### Roman
Dans les romans de Jin Yong, le temple Shaolin et la secte Wudang sont souvent présentés comme les factions martiales les plus importantes.

### Cinéma
- Le Temple de Shaolin sorti en 1982, de Yen Chang-hsin, avec Jet Li.

Télévision
- Kung Fu sorti en 1972 créés par Bruce Lee et Ed Spielman avec David Carradine

### Jeux vidéo
Dans MapleStory, le monastère Shaolin est nommé Temple de Shaolin, situé à Shanghai.
Dans League of Legends, l'un des skins de Jax est Jax Shaolin. Il est devant le monastère Shaolin.
- Mortal Kombat: Shaolin Monks est un jeu vidéo d'action.
- Wu-Tang: Shaolin Style est un jeu vidéo.

## Galerie de photos

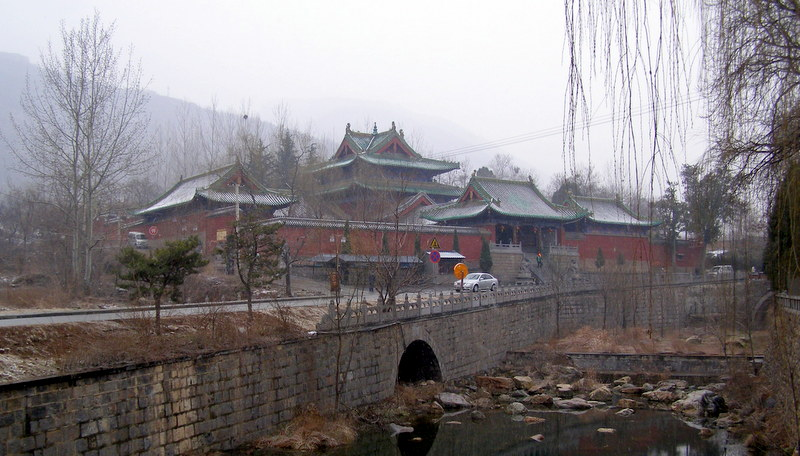
Vue générale du monastère.
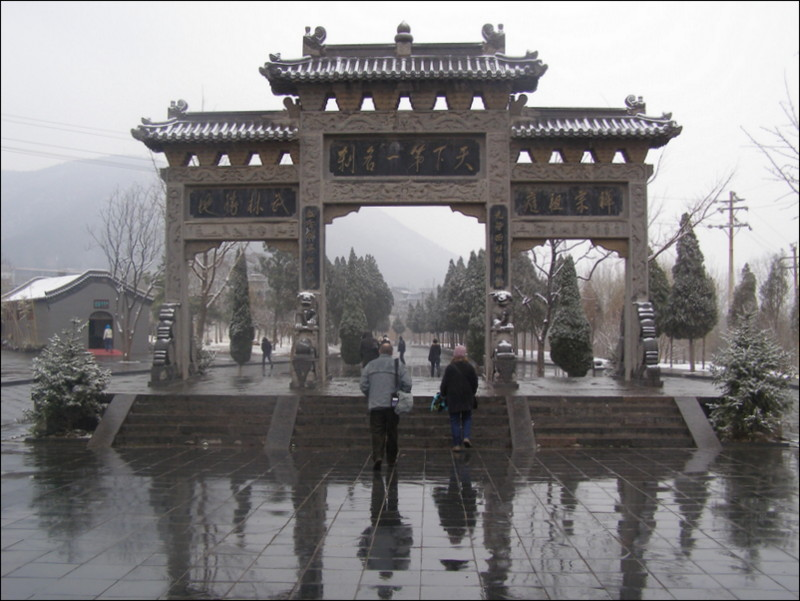
Porte d'entrée principale.
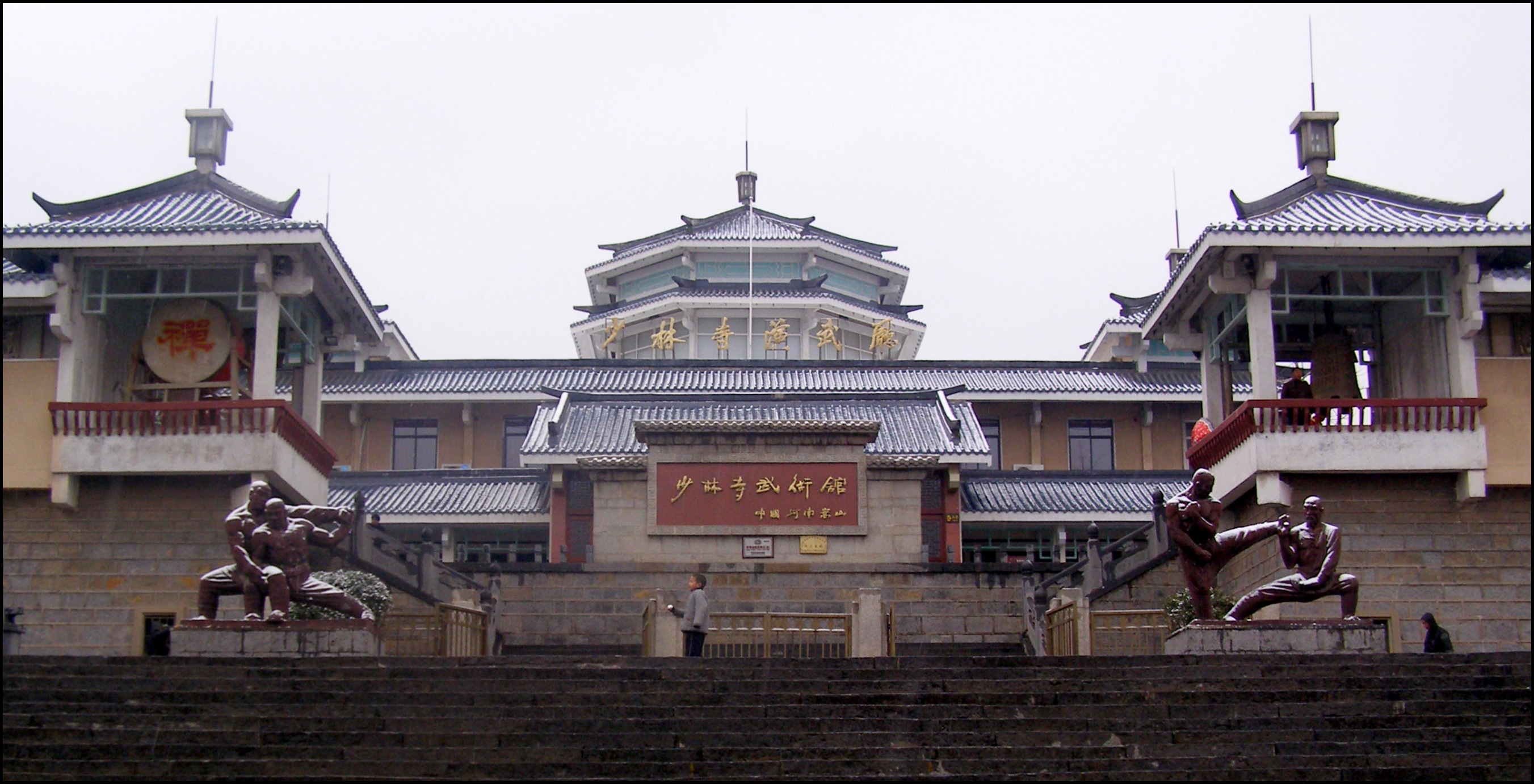
Entrée du monastère.
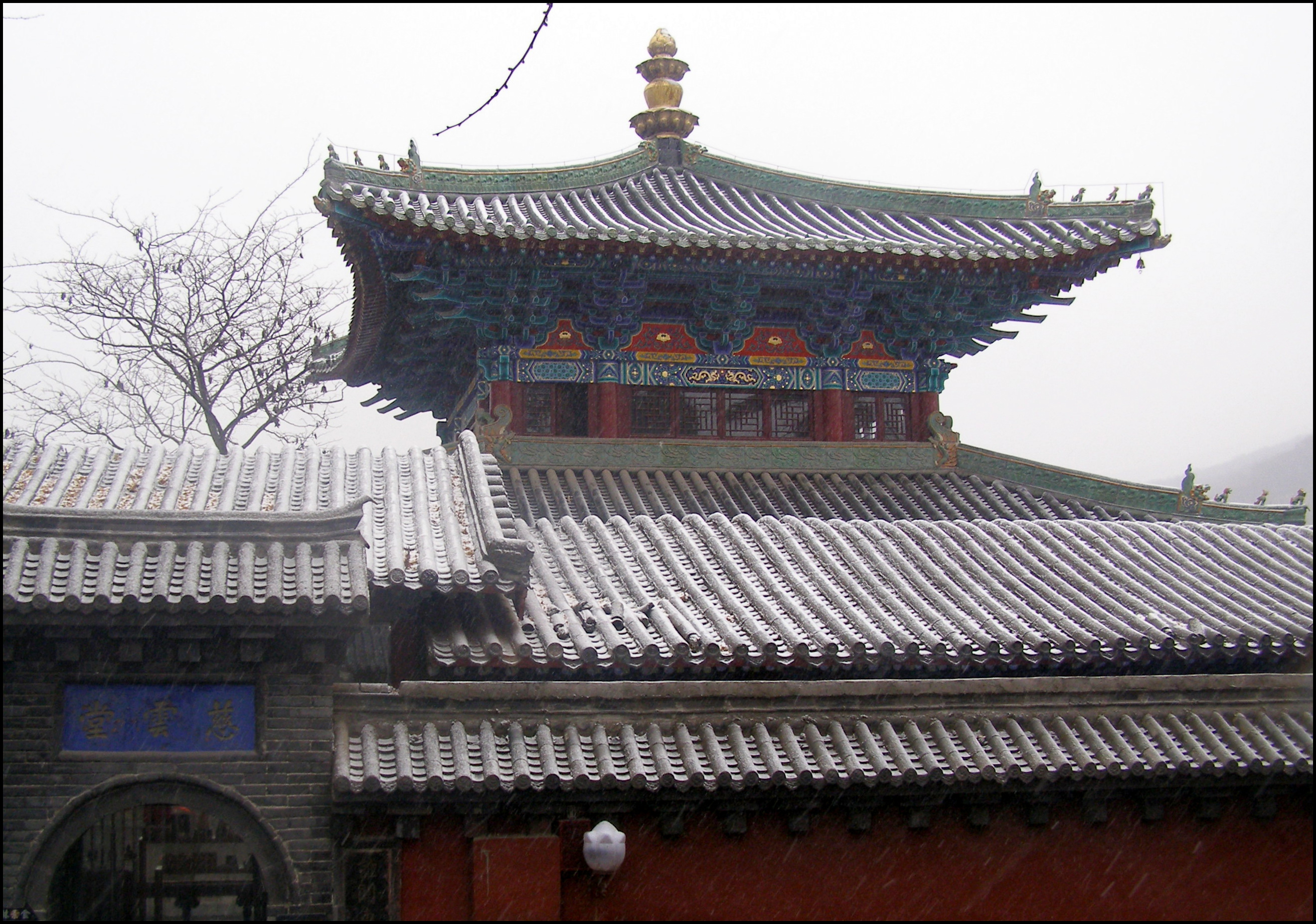
Vue sur des toits.
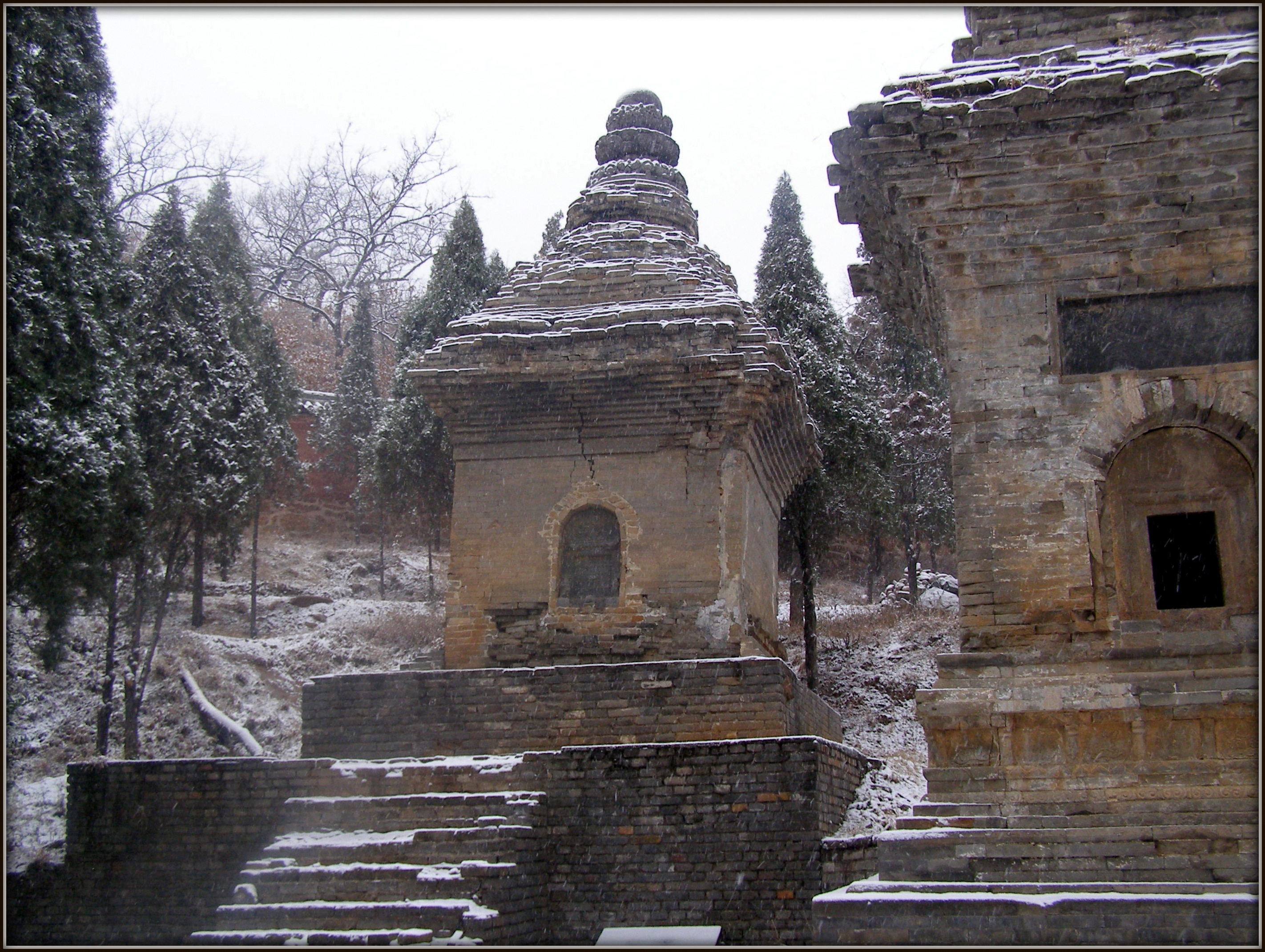
Monuments funéraires au cimetière.

#### Shaolin du Sud
- (en) M. Kubilay Akman, « Southern Shaolin Dragon Fist: Evolving Fighting Skills and Methodology From The Mythical To Actual Reality », European Journal of Physical Education and Sport Science, vol. 5, no 2,‎ 2018 (ISSN 2501-1235, lire en ligne)
- (en) Wang Qing-sheng, « Feasibility Research of South Shaolin Wushu's Cultural Inheritance in School Sports », 《Journal of Liaocheng University(Natural Science Edition)》,‎ avril 2007 (lire en ligne)
- (en) Dou Si-dong, Li Chun-lan, Xu Rui-xu et Wu Nan-qian, « The Origin of Southern Shaolin Esoteric "The Classics of Tendon Changing" », 《Chinese Manipulation & Rehabilitation Medicine》, Fujian University of Traditional Chinese Medicine,‎ février 2015 (lire en ligne)
- (en) Weng Xin-hui et Wen Mu, « Study on the Name of "Wu Zu Quan" ——On the Name and Essence of "South Shaolin Wu Zu Quan" », 《Sports Science Research》,‎ février 2007 (lire en ligne)